# Fritz Carlsson
Fritz Carlsson (Eskilstuna, 8 giugno 1893 – Eskilstuna, 30 gennaio 1966) è stato un calciatore svedese, di ruolo attaccante.

## Carriera

### Nazionale
Con la sua Nazionale prese parte ai Giochi olimpici del 1920.